# Hamburg Sea Devils
Hamburg Sea Devils var en klubb från Hamburg Tyskland som spelade amerikansk fotboll i NFL Europe. Laget grundades 2005 och spelade till och med säsongen 2007. Hemmaarena var AOL Arena.
Laget vann under sin korta tid en World Bowl år 2007, som visade sig även vara ligans sista final. Så "Hamburg Sea Devils" kommer att vara regerande mästare av "World Bowl" för all framtid, om den nu inte skulle återuppstå i en senare upplaga.